# Fidati!
Fidati! è il sedicesimo album della cantante pop italiana Raffaella Carrà, pubblicato nel 1985 dall'etichetta discografica Fonit Cetra.

## Il disco
L'album contiene Fidati! e Bellissimo, rispettivamente sigla iniziale e finale della trasmissione televisiva Buonasera Raffaella. 
La canzone Bellissimo è una ballata d'amore in cui una donna chiede al proprio uomo di passare una notte in casa con lei, rinunciando alla confusione per godere la compagnia del suo uomo; la firma è dei fratelli Boccuzzi, componenti del gruppo jazz-rock Baricentro e Danilo Vaona.
Bacio era invece la sigla iniziale dello stesso programma quando veniva trasmesso negli Stati Uniti. I tre video sono disponibili sul DVD nel cofanetto Raffica Carrà del 2007. 
Tra gli altri brani L'uomo ideale è stata usata nel corso della trasmissione per un duetto con Alberto Sordi dopo 14 anni dallo storico incontro a Canzonissima con l'esibizione nel Tuca tuca. Entrambi i video sono disponibili sul DVD del cofanetto Raffica - Balletti & Duetti del 2008. 
La canzone Quiero cantar è firmata da Gary Low. Le fotografie della copertina sono state realizzate da Marinetta Saglio.

## Tracce
Edizioni musicali Antes, tranne Bacio Antes/Jubal.
Lato A
1. Fidati! – 2:32 (Francesco e Vanni Boccuzzi, Danilo Vaona)
2. Prendere o lasciare – 2:56 (Francesco e Vanni Boccuzzi, Danilo Vaona)
3. Grande festa – 3:10 (testo: Paola Boncompagni – musica: Francesco e Vanni Boccuzzi, Danilo Vaona, Franco Bracardi)
4. Quiero cantar – 3:38 (Gary Low)
5. Una forza dentro te – 3:15 (testo: Paola Boncompagni – musica: Franco Bracardi)

Lato B
1. Loving in Emotion – 3:20 (testo: Paola Boncompagni, Francesco Boccuzzi – musica: Francesco e Vanni Boccuzzi, Danilo Vaona)
2. Bacio (Canta) – 2:50 (testo: Alberto Testa – musica: Joseph Mele, Christian De Walden, Roland Vincent, Anahi Van Zandweghe)
3. L'uomo ideale – 3:14 (Francesco e Vanni Boccuzzi, Danilo Vaona)
4. Stasera io e te – 3:02 (testo: Paola Boncompagni – musica: Franco Bracardi)
5. Bellissimo – 3:24 (Francesco e Vanni Boccuzzi, Danilo Vaona)

## Formazione

### Artista
- Raffaella Carrà – voce, cori

### Musicisti
- Francesco Boccuzzi – chitarra, cori, programmazione, tastiera, sintetizzatore
- Vanni Boccuzzi – tastiera, cori, sintetizzatore, batteria elettronica
- Antonio Napoletano – basso
- Danilo Vaona – tastiera, cori
- Stephen Head – tastiera, programmazione, batteria elettronica, sintetizzatore
- Sal Genovese – sassofono tenore
- Fabrizio Facioni, Paola Boncompagni, Franco Bracardi, Sergio Japino – cori